# Борськото
Бо́рськото (болг. Борското) — село в Габровській області Болгарії. Входить до складу общини Габрово.

## Географія
Село Борськото розташоване приблизно за 12 км на захід-північний захід від районного центру міста Габрово, за 1,5 км на південний схід від села Габене та за кілометр на південний захід від села Сміловці. Розташоване у північному передгір'ї хребта Черноврчка, приблизно за кілометр на північ від пагорба Мічіта. Висота над рівнем моря в центральній частині села становить близько 350 - 355 м, на північному та східному кінцях піднімається до 360 - 365 м, а на південному заході - до 390 м.
Муніципальна дорога до Борското є південним відгалуженням від національної дороги третього класу III-4402, що проходить через села Габене та Сміловці і забезпечує зв'язок з національною дорогою другого класу II-44 (Севлієво - Габрово).

## Населення
За даними перепису населення 2011 року у селі проживали 14 осіб, з них 12 осіб (85,7%) — болгари.
Розподіл населення за віком у 2011 році:
Динаміка населення: